# Сім щасливих нот
«Сім щасливих нот» (рос. «Семь счастливых нот») — радянський музично-комедійний телефільм-ревю 1981 року, знятий на кіностудії «Ленфільм».

## Сюжет
Фільм складається з окремих музичних номерів і популярних естрадних пісень. Щоб зв'язати їх між собою, автори фільму збудували сюжет так, що дія відбувається під час зйомок музичної комедії.

## У ролях
- Ірина Гущева —  Ірина Короткова
- Ігор Горбачов —  Святослав Рюрикович, кінорежисер
- Ольга Аросєва —  актриса
- Ольга Вардашева —  Ольга Гардіна, актриса
- Михайло Свєтін —  сценарист
- Едуард Хіль —  камео
- Валентин Баглаєнко —  артист
- Олександр Харламов —  артист
- Андрій Градов —  «спортивний» артист
- Гелена Івлієва —  асистент кінорежисера
- Євген Тілічеєв —  Сидорчук, адміністратор мюзик-холу
- Ігор Ясулович —  Євген Михайлович, асистент кінорежисера
- Віктор Іллічов —  Льоня, член кінознімальної групи

## Знімальна група
- Автори сценарію: В'ячеслав Вербін і Лев Рахлін
- Режисери-постановники: Євген Мєзєнцев і Лев Рахлін
- Композитор: Максим Дунаєвський
- Автор текстів пісень:  Наум Олєв
- Оператор:  Володимир Ільїн
- Художник:  Семен Малкін